# Пицикато (Терамо)
Пицикато (итал. Pizzicato) је насеље у Италији у округу Терамо, региону Абруцо.
Према процени из 2011. у насељу је живело 83 становника. Насеље се налази на надморској висини од 221 м.